# Lettre à Franco
Pour plus de détails, voir Fiche technique et Distribution.
Lettre à Franco (Mientras dure la guerra, littéralement « Tant que durera la guerre ») est un film espagnol réalisé par Alejandro Amenábar, sorti en 2019. Septième film du réalisateur de Tesis, Les Autres et Mar adentro, il obtient le prix du meilleur film international au festival de Haïfa.

## Synopsis
Salamanque, été 1936. Lorsque éclate l'insurrection de la junte militaire menée par Francisco Franco, le prestigieux écrivain, philosophe et recteur de l'Université Miguel de Unamuno s'exprime en faveur du coup d'État, dont il pense qu'il ramènera l'ordre dans un pays dirigé par des socialistes et des communistes. Mais peu à peu, l'insurrection devient la guerre civile espagnole, et la république tend à être supprimée. Unamuno assiste impuissant aux meurtres de ses amis et collaborateurs. Progressivement, il remet en question sa position politique devant les dérives fascisantes des nationalistes. Quoique sans influence sur le cours de l'Histoire, l'occasion lui est donnée d'exprimer son complet désaccord lors d'un discours prononcé à l'occasion de la célébration du « Jour de la race ». Il n'aura la vie sauve que grâce à Carmen Franco, qui lui prend la main et le fait sortir de l'amphithéâtre.

## Fiche technique
- Titre original : Mientras dure la guerra
- Titre en français : Lettre à Franco
- Réalisation : Alejandro Amenábar
- Assistant réalisateur : Fernando Sánchez-Izquierdo
- Scénario : Alejandro Amenábar, Alejandro Hernández
- Directeur de la photographie et cadreur : Alex Catalán
- Musique : Alejandro Amenábar, orchestrée et dirigée par Sergio Jiménez Lacima
- Décors : Juan Padro De Gaspar, Angela Nahum
- Montage : Carolina Martinez
- Son : Aitor Berenguer
- Producteurs : Alejandro Amenábar, Fernando Bovaira, Domingo Corral, Hugo Sigman
- Sociétés de production : Mod Producciones, Moviestart +
- Sociétés de distribution : 
  -  Espagne : The Walt Disney Company Iberia,
  -  France : Haut et Court, Condor Entertainment
- Tournage : à partir du 28 mai 2018 à Salamanque et à Zeanuri
- Pays d'origine :  Espagne,  Argentine
- Langue originale : espagnol
- Dates de sortie :
  - Canada : 6 septembre 2019 (Festival de Toronto)
  - Espagne : 27 septembre 2019
  - France : 19 février 2020

## Distribution
- Karra Elejalde : Miguel de Unamuno
- Eduard Fernández : José Millán-Astray
- Santi Prego : Francisco Franco
- Patricia López Arnaiz : María de Unamuno
- Inma Cuevas : Felisa de Unamuno
- Mireia Rey : Carmen Polo
- Nathalie Poza : Ana Carrasco Robledo
- Tito Valverde : Miguel Cabanellas
- Luis Bermejo : Nicolás Franco
- Luis Zahera : Atilano Coco
- Luis Callejo : Emilio Mola
- Josep Tosar : Enrique Plá y Deniel
- Itziar Aizpuru : Aurelia
- Miquel García Borda : Alfredo Kindelán
- Mariano Llorente : Casto Prieto Carrasco
- Luka Peroš : Johannes Bernhardt
- Martina Cariddi : Concha

## Sortie

### Accueil critique

#### Presse
En France, le site Allociné recense une moyenne des critiques presse de 2,7/5. Le critique de Télérama se montre néanmoins plus enthousiaste : « Académique et sage dans sa forme, le film approche toutefois avec une finesse douloureuse le désarroi d'une classe intellectuelle face à la barbarie. ». Pour Les Fiches du Cinéma le film a des qualités mais n'est pas sans défauts : « Amenábar raconte efficacement mais bien trop sagement le conflit intérieur d'un intellectuel face à l'histoire en marche. ».

## Distinctions

### Récompenses
- Festival international du film de Haïfa 2019 : Prix du meilleur film international[5]
- Goyas 2020[6] : 
  - Meilleur acteur dans un second rôle pour Eduard Fernández
  - Meilleure direction de production
  - Meilleurs costumes

### Sélections
- Festival international du film de Toronto 2019 : sélection en section Special Presentations
- Festival international du film de Saint-Sébastien 2019 : sélection en compétition

### Revue de presse
- Baptiste Roux, « Acheminement vers la parole », Positif, no 708, Institut Lumière/Actes Sud, Paris, février 2020, p. 48,  (ISSN 0048-4911)
- René Marx, « Lettre à Franco », L'Avant-scène Cinéma, no 670, Alice Edition, Paris, février 2020, p. 105,  (ISSN 0045-1150)